# Unde la soare e frig
Unde la soare e frig este un film romantic românesc din 1992 regizat de Bogdan Dreyer. În rolurile principale joacă actorii Gheorghe Visu, Oana Pellea, Dan Păduraru.

## Distribuție
- Simona Maicănescu
- George Negoescu (ca Gheorghe Negoescu)
- Dan Păduraru
- Oana Pellea
- Gheorghe Visu